# 佐藤二葉
佐藤 二葉 (さとう ふたば、1987年2月25日 - ) は、日本の漫画家、小説家、舞台役者、演出家、古代ギリシャの竪琴リュラーの演奏家。

## 経歴
北海道帯広市出身。帯広市立緑丘小学校、帯広第八中学校、帯広三条高等学校を経て、2011年国際基督教大学卒業、のち首都大学東京大学院博士前期課程中退。
大学では西洋古典学を専攻、ギリシャ悲劇を研究する。同時に舞台演劇にも携わり、2010年に演劇実験室◎万有引力『阿呆船』（於 パルテノン多摩）に出演。2014年には、佐藤信主宰の座・高円寺劇場創造アカデミー演出コースを修了する。以降、主にリュラーの奏者・演者として、日本西洋古典学会、ペディラヴィウム会、朝日カルチャーセンターなどで講義・講演する。また、ギリシャ悲劇の一人芝居への翻案上演（於 赤坂CHANCEシアター）や、東京国立博物館ギリシャ展特別イベントへの登壇、ギリシャ本国でのギリシャ喜劇の原語上演への参加（於 デルフィ野外劇場ほか）などに携わる。
以上と併行して、自身のウェブサイトにイラスト等を掲載。2017年3月、星海社の編集者にスカウトされ、同年8月から同社の「ツイ4」にて、古代ギリシャの詩人エーリンナが主人公の歴史漫画『うたえ！エーリンナ』を連載。2018年3月、完結とともに単行本化した。制作にあたっては、川島重成・佐野好則・沓掛良彦らの後押しを受けた。次いで2019年7月、同社から、音楽と魔術を題材にしたファンタジー小説『百島王国物語』を刊行。次いで2021年11月から、歴史漫画『アンナ・コムネナ』を連載、同年12月に単行本第1巻を刊行した。制作のきっかけとして、相野洋三や井上浩一による直近のアンナ・コムネナ研究の影響があった。単行本の帯にはPEACH-PIT、岩明均、吉田恵里香らが推薦コメントを寄せている。
2018年3月、ギリシャ共和国の新聞『タ・ネア』で、『うたえ！エーリンナ』が日希間の文化交流の一例として取り上げられた。記事には、当時の在希大使清水康弘と同席でのインタビューが掲載された。

## 作品リスト

### 漫画
- 『うたえ！エーリンナ』（「ツイ4」2017年8月29日[24] - 2018年3月31日[25]、星海社発行、講談社発売）
  1. 2018年4月11日、ISBN 978-4-06-511591-6
- 『アンナ・コムネナ』（「ツイ4」2021年11月30日[26] - 2025年5月22日[27]、星海社発行、講談社発売）
  1. 2021年12月、ISBN 978-4-06-526459-1
  2. 2022年6月、ISBN 978-4-06-528405-6
  3. 2023年1月、ISBN 978-4-06-530638-3
  4. 2023年7月、ISBN 978-4-06-532623-7
  5. 2024年4月、ISBN 978-4-06-534536-8
  6. 2025年2月、ISBN 978-4-06-538653-8 [21]

### 小説
- 『百島王国物語』（よー清水イラスト、星海社発行、講談社発売）
  1. 『滅びの王と魔術歌使い』2019年7月、ISBN 978-4-06-516693-2
  2. 『竜騎手の反逆』2022年11月16日、ISBN 978-4-06-530042-8